# Nuevo Laredo
Nuevo Laredo es una ciudad fronteriza del estado de  Tamaulipas, en el norte de México. Está ubicada en el norte de Tamaulipas, en el margen sur del río Bravo, en el límite fronterizo entre Estados Unidos y México. Nuevo Laredo es la cabecera del municipio homónimo.
La ciudad tiene 
416 055 habitantes según el censo de 2020, siendo así  la 41.ª ciudad más poblada de  México y la tercera de Tamaulipas. Nuevo Laredo es parte de la binacional zona metropolitana de Nuevo Laredo–Laredo que tiene aproximadamente 692 171 habitantes, incluidos los de Laredo, Estados Unidos.[cita requerida]

## Historia

### Periodo prehispánico
Antes de la fundación de Nuevo Laredo, la zona estaba habitada por diferentes tribus indígenas nómadas. El grupo indígena más destacado que vivió en la región de Nuevo Laredo fueron los coahuiltecas. Los coahuiltecas eran cazadores-recolectores que fabricaban diferentes artefactos de piedra y cuero para sobrevivir en el duro entorno.
Posteriormente, la región vio la afluencia de otras tribus indígenas nómadas, como los apaches y los comanches. El creciente número de apaches llevó a las autoridades españolas a establecer guarniciones militares y ciudades que sirvieran como zona de amortiguación contra las tribus indígenas del norte. Laredo fue una de esas ciudades fundadas por los españoles, de las que surgiría Nuevo Laredo.

### Período virreinal
Nuevo Laredo era parte del territorio del asentamiento original de Laredo (ahora en Texas) que fue fundado en 1755 por el español Don Angel Ciénega en la parte norte del Río Grande. El territorio del asentamiento fue otorgado a José de Escandón por el rey de España, y el territorio así como la población del asentamiento permanecieron unificados durante noventa años, hasta la guerra de 1846-1848, la Guerra México-Estadounidense.

### Periodo independiente
A principios de 1848, el Tratado de Guadalupe Hidalgo dividió el territorio adjunto a Laredo entre Estados Unidos (Texas) y México (Tamaulipas). Nuevo Laredo fue fundado el 15 de junio de 1848 por diecisiete familias de Laredo que deseaban seguir siendo mexicanas y por lo tanto se mudaron al lado mexicano del Río Grande. Se identificaron con México, su historia y sus costumbres culturales, y decidieron conservar su ciudadanía mexicana. Los fundadores de Nuevo Laredo incluso se llevaron los huesos de sus antepasados para que siguieran descansando en tierra mexicana.
El 25 de agosto de 1855 se estableció oficialmente la aduana en Nuevo Laredo por órdenes de Santiago Vidaurri, gobernador de Nuevo León y Coahuila, y jefe militar de Tamaulipas. Esto para poder recaudar impuestos (aranceles) de importación en la nueva frontera con Estados Unidos.
En 1858 se estableció una zona franca a lo largo de la frontera con Estados Unidos. Nuevo Laredo estaba dentro de esta área de exención fiscal para poder ser competitivo con los mercados estadounidenses. La creación de esta zona económica fronteriza fue ratificada tres años después por el presidente Benito Juárez.
Durante los inicios de los cruces de comercio internacional que pasaba por la frontera de Nuevo Laredo y Laredo la actividad en general era baja pero alta en la importación-exportación de ganado, oro, plata y cuero.
En 1881, el presidente Porfirio Díaz estableció la infraestructura ferroviaria que conectaba Nuevo Laredo con el centro de México y con San Antonio, Texas. Esto generó la necesidad de construir un edificio de Aduana más formal y equipado para esta nueva realidad en 1887. El nuevo auge económico hizo que Nuevo Laredo se convirtiera en el tercer cruce comercial internacional más importante de México, por lo que en 1891 el Congreso del estado de Tamaulipas elevó formalmente el estatus de Nuevo Laredo a ciudad.

### Periodo moderno
El Nuevo Laredo del siglo XX estuvo dominado política y socialmente a nivel local por la presencia del partido político PRI y los sindicatos de trabajadores. Mientras que económicamente, la ciudad siguió estando influenciada por el comercio internacional con los Estados Unidos y su influyente oficina de aduanas. 
La aduana de Nuevo Laredo cobró tanta importancia, que la ciudad comenzó a atraer una afluencia de población de diferentes regiones del país. Se trajeron funcionarios de aduanas de la Ciudad de México para ocupar los departamentos en constante crecimiento dentro de las oficinas de Aduanas en los puentes internacionales, ferrocarriles, aeropuertos, puntos de control, oficinas de recaudación de impuestos y oficinas administrativas.
El crecimiento demográfico atrajo a más gente, lo que llevó a ampliar caóticamente su expansión urbana. El lado oriental está rodeado por el río Grande, por lo que la gente no tuvo más remedio que asentarse en el poniente de la ciudad, conocido localmente como "el poniente". Por lo tanto, el lado poniente de Nuevo Laredo quedó azotado por la pobreza, sin privilegios e infestado de crimen.
En las décadas de 1980 y 1990, los presidentes municipales de Nuevo Laredo centraron sus esfuerzos en regularizar los asentamientos del poniente en colonias. En las décadas de 2000 y 2010, los esfuerzos de los presidentes municipales se centraron en pavimentar calles y construir escuelas en el poniente de Nuevo Laredo. Pero nunca se logró ninguna intención de eliminar el crimen.
En 2013, la hegemonía del PRI en Nuevo Laredo, que había durado una década, se rompió cuando Carlos Enrique Canturosas Villarreal, del partido político PAN, fue elegido presidente municipal.
La escasez de gas natural provocó apagones en Texas y a lo largo de la frontera durante la tormenta invernal norteamericana del 13 al 17 de febrero de 2021. Millones de personas en ambos lados de la frontera se quedaron sin gas ni electricidad, calefacción ni agua corriente. Las fábricas y los restaurantes se vieron obligados a cerrar y la gente perdió sus empleos. El alcalde Enrique Rivas Cuéllar llamó a la población a no entrar en pánico.
Al 19 de febrero de 2021, Nuevo Laredo reportó 4,714 casos de COVID-19.

### Violencia de la guerra de los carteles
Como ciudad fronteriza, Nuevo Laredo es conocida por su guerra territorial en la que los cárteles de la droga compiten por el control del tráfico de drogas hacia los Estados Unidos. Nuevo Laredo es un lucrativo corredor de drogas. Por la zona pasa un gran número de camiones. Hay múltiples puertos de entrada que son aprovechados por dichos grupos criminales.

#### Los Tejas
Durante las décadas de 1980 y 1990, el grupo criminal conocido como Los Texas tenía su sede en Nuevo Laredo y operaba en los estados mexicanos de Coahuila y Tamaulipas, así como en el estado estadounidense de Texas. Su líder era Arturo Martínez Herrera “El Texas”.
Su actividad criminal comenzó como coyotes, enviando inmigrantes ilegales a los Estados Unidos. Luego utilizaron a inmigrantes ilegales para cruzar la frontera con drogas. Su control de Nuevo Laredo contra otros grupos criminales generó violencia mortal.
"El Texas" fue arrestado y Guillermo Martínez Herrera "El Borrado" tomó el control de Los Texas. Cuando “El Borrado” fue capturado, Daniel Martínez Herrera “El Negro” se convirtió en el líder, aunque el verdadero poder permaneció con “El Borrado”, quien operaba desde su lujosa celda en la prisión La Loma de Nuevo Laredo.

#### Los Zetas
Los Zetas, el brazo armado del Cartel del Golfo, con base en Nuevo Laredo, escalaron la violencia hasta alcanzar una violencia sin precedentes en el verano de 2003 mediante violencia y tácticas de tipo militar contra el Cartel de Sinaloa. Los Zetas también infundieron terror contra periodistas y civiles de Nuevo Laredo. Esto sentó un nuevo precedente que los cárteles imitaron más tarde.
Los Zetas y el Cartel del Golfo se separaron a principios de 2010 y lucharon por el control de las rutas de contrabando a Estados Unidos. En 2012, Los Zetas eran la organización criminal más grande de México. En 2012 se produjo una serie de ataques sin precedentes de asesinatos en masa en la ciudad entre el Cartel de Sinaloa y el Cartel del Golfo por un lado y Los Zetas por el otro.
Los Zetas tuvieron una rápida expansión de sus actividades criminales. Con sede en Nuevo Laredo, se expandieron a 17 estados mexicanos. Causaron muchas masacres notables en muchos de estos estados. La escasez de recursos, así como la captura y asesinato de sus principales líderes, contribuyeron al declive de Los Zetas. La organización criminal dejó de existir con este nombre y estructura, en su lugar nació el Cartel Del Noreste o CDN.

#### Cartel del Noreste
El Cartel del Noreste, conocido localmente por sus iniciales CDN, adquirió poder a partir de sus profundas raíces históricas en Nuevo Laredo. El CDN logró ahuyentar a sus cárteles rivales, los Zetas Vieja Escuela y el Cártel del Golfo, y tomó el control de Nuevo Laredo. CDN también mantuvo el control de Nuevo Laredo porque sus principales líderes son miembros de la familia Treviño, los cuales son lugareños. Primero, Juan Francisco Treviño Chávez, alias “El Kiko” asumió el liderazgo del cartel del CDN. Luego de su captura en 2016, Juan Gerardo Treviño Chávez, alias “El Huevo” asumió el control de CDN.
En marzo de 2022, el ejército mexicano arrestó a “El Huevo”, lo que desató un estallido extremo de violencia marcado por un tiroteo que duró horas, vehículos quemados y disparos contra el Consulado de Estados Unidos en Nuevo Laredo.
El 29 de noviembre de 2023, el líder del CDN César Silva Delgado “El Tartas” fue capturado por militares mexicanos y la Guardia Nacional de México en Nuevo Laredo. Durante su arresto, las autoridades confiscaron una AK-47 bañada en oro, una pistola, municiones y cargadores para armas de fuego de alto calibre. Las autoridades también incautaron 2.500 pastillas de fentanilo.

## Gobierno
La ciudad es gobernada por un ayuntamiento (integrado por un Presidente o Presidenta Municipal, doce regidurías y dos sindicaturas electos por el principio de votación de Mayoría Relativa y con nueve regidores electos por el principio de Representación Proporcional, que la ley determine de conformidad con el principio de paridad), elegido por elección popular. 
La seguridad está a cargo de la secretaría de seguridad pública de Nuevo Laredo, mediante agentes de seguridad vial, seguridad escolar, y guardias municipales, a su vez es resguardada por elemento de la policía estatal acreditable y fuerzas federales al ser uno de los principales puertos de México.

### Presidentes municipales
| Presidentes Municipales Recientes    |         |           |
| Presidente Municipal                 | Partido | Período   |
| Ernesto Ferrara Ferrara              |         | 1963-1965 |
| Ruperto Villarreal Montemayor        |         | 1966-1968 |
| Francisco Garza Gutiérrez            |         | 1969-1971 |
| Abdon Rodríguez Sánchez              |         | 1972-1974 |
| Carlos Cantú Rosas                   |         | 1975-1977 |
| Héctor Canales Escamilla             |         | 1978-1980 |
| Jesús Cárdenas Duarte                |         | 1981-1983 |
| Ricardo de Hoyos Arizpe              |         | 1984-1986 |
| Heberto Villarreal García            |         | 1987-1989 |
| Arturo Cortés Villada                |         | 1990-1992 |
| Horacio E. Garza Garza               |         | 1993-1995 |
| Antonia Mónica García V.             |         | 1996-1997 |
| Marcos Alejandro García              |         | 1997-1998 |
| Horacio E. Garza Garza               |         | 1999-2001 |
| José Manuel Suárez López             |         | 2002-2004 |
| Daniel Peña Treviño                  |         | 2005-2007 |
| Ramón Garza Barrios                  |         | 2007-2010 |
| Benjamín Galván Gómez                |         | 2011-2013 |
| Carlos Enrique Canturosas Villarreal |         | 2013-2016 |
| Óscar Enrique Rivas                  |         | 2016-2018 |
| Rafael Pedraza Domínguez             |         | 2018      |
| Óscar Enrique Rivas                  |         | 2018-2021 |
| Arturo Sanmiguel                     |         | 2021      |
| Carmen Lilia Canturosas Villarreal   |         | 2021-2024 |

### Actual gobierno

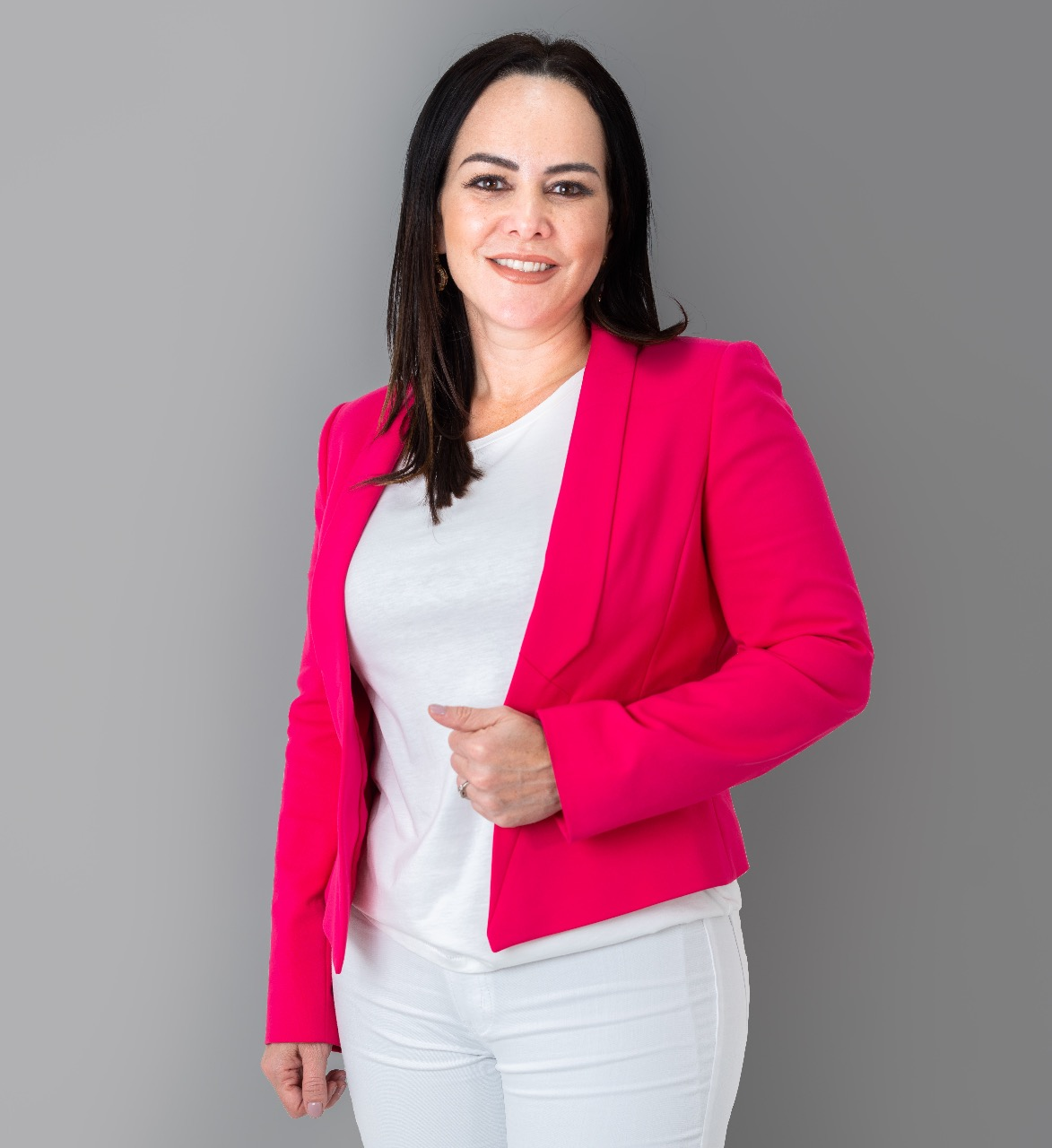
Actual Alcaldesa del Municipio de Nuevo Laredo, Carmen lilia Canturosas Villareal.

Carmen Lilia Canturosas Villarreal es la tercera Canturosas en llegar a la Presidencia del municipio de Nuevo Laredo. El 1 de octubre de 2021 tomó posesión como Alcaldesa de dicha ciudad fronteriza. Llegó a este puesto mediante el partido MORENA, aunque cuenta con amplia experiencia política ya que en el 2019 fue diputada local en el Congreso del Estado de Tamaulipas y anteriormente había participado como regidora.

### Composición del Ayuntamiento
| Puesto        | Nombre                               | Partido |
| ------------- | ------------------------------------ | ------- |
| Alcaldesa     | Carmen Lilia Canturosas Villareal    |         |
| Sindicatura 1 | Jesús Alberto Jasso Montemayor       |         |
| Sindicatura 2 | Imelda Mangin Torre                  |         |
| Regiduría 1   | Luis Cavazos Cárdenas                |         |
| Regiduría 2   | Julia Élida Ortega de los Santos     |         |
| Regiduría 3   | José Cantú (Suplente)                |         |
| Regiduría 4   | Nubia Lizeth Almaguer                |         |
| Regiduría 5   | Sergio Arturo Ojeda Castillo         |         |
| Regiduría 6   | Yoliria Fuentes Garza                |         |
| Regiduría 7   | Santos Francisco Hernández Aguilar   |         |
| Regiduría 8   | Mariza Yazmín Zárate Flores          |         |
| Regiduría 9   | Guadalupe Zapata Muñiz               |         |
| Regiduría 10  | Macarena Corazón González Nuñez      |         |
| Regiduría 11  | Francisco Javier Altamirano Carrasco |         |
| Regiduría 12  | Erika Nancy Mendoza Chávez           |         |
| Regiduría 13  | Enrique Figueroa Rocha               |         |
| Regiduría 14  | Claudia Araceli Flores Medina        |         |
| Regiduría 15  | Ernesto Ferrara Theriot              |         |
| Regiduría 16  | Roberto Viviano Vázquez Macias       |         |
| Regiduría 17  | Jorge Alfredo Ramírez Rubio          |         |
| Regiduría 18  | Samantha Ofelia Bulas Liguez         |         |
| Regiduría 19  | Daniel Treviño Martínez              |         |
| Regiduría 20  | María de la Luz Mejia Martínez       |         |
| Regiduría 21  | Ariana Garza López                   |         |

## Flora y fauna
La flora consiste en pastos forrajeros, hierbas salitradas, buganvilias, nogal, encino, rompe viento, sauce de río, cactus de diferentes tipos y arbustos principalmente pero también hay algunos árboles de gran follaje principalmente en las márgenes del Río. El suelo de Nuevo Laredo tiene bajo su corteza tributario presuntamente ligados a la corriente del Río Bravo que en ocasiones Forma Lagos artificiales como el Laguito, formado por el arroyo del Coyote, otros arroyos importantes son las Alazanas, además el Estero Reventado, el Abandonado, la Sandra, el Ortillo, el Carrizo, Aguas negras, El Gobierno, el Ramireño y la Cedena. Al oeste del Municipio se encuentra una gran variedad de fauna silvestre, considerada como menor, compuesta por el coyote, venado, codorniz y paloma es muy común encontrar el Jabalí, y Venado Cola Blanca que es atraído por el verdor del margen del río.
Durante los años setenta y anteriores, a lo largo del otoño, se veía gran cantidad de mariposas monarca depositando sus huevecillos en la vegetación apropiada, así como grandes bandadas de aves llamadas coloquial mente "copetones" (aves semejantes a los cuadernales). Incluso se podían ver en las charcas, después de las lluvias, gran cantidad de estadios juveniles de batracios así como gran cantidad de mariposas de diferentes especies en los parques públicos. Todo esto, y más, por desgracia, ha desaparecido.

## Clima
El clima se caracteriza por ser árido y caluroso con una temperatura promedio anual de 22.6 °C con grandes oscilaciones en la temperatura que varían desde los -15 °C en invierno (como ocurrió en el mes de febrero del año 2021); hasta los 45 °C en verano; su precipitación pluvial media anual es de 472,5 mm y los vientos predominantes provienen del sur. 
En primavera y verano suelen ocurrir fuertes tormentas, con gran precipitación, fuertes vientos, granizo y en ocasiones tornados aislados. Las nevadas son muy raras, aunque pese a esto, en el transcurso del invierno 2017-2018 se registraron un total de 3 nevadas; la última de ellas siendo el 16 de enero del 2018.
| Parámetros climáticos promedio de Nuevo Laredo (171 m)                                 | Parámetros climáticos promedio de Nuevo Laredo (171 m) | Parámetros climáticos promedio de Nuevo Laredo (171 m) | Parámetros climáticos promedio de Nuevo Laredo (171 m) | Parámetros climáticos promedio de Nuevo Laredo (171 m) | Parámetros climáticos promedio de Nuevo Laredo (171 m) | Parámetros climáticos promedio de Nuevo Laredo (171 m) | Parámetros climáticos promedio de Nuevo Laredo (171 m) | Parámetros climáticos promedio de Nuevo Laredo (171 m) | Parámetros climáticos promedio de Nuevo Laredo (171 m) | Parámetros climáticos promedio de Nuevo Laredo (171 m) | Parámetros climáticos promedio de Nuevo Laredo (171 m) | Parámetros climáticos promedio de Nuevo Laredo (171 m) | Parámetros climáticos promedio de Nuevo Laredo (171 m) |
| Mes                                                                                    | Ene.                                                   | Feb.                                                   | Mar.                                                   | Abr.                                                   | May.                                                   | Jun.                                                   | Jul.                                                   | Ago.                                                   | Sep.                                                   | Oct.                                                   | Nov.                                                   | Dic.                                                   | Anual                                                  |
| -------------------------------------------------------------------------------------- | ------------------------------------------------------ | ------------------------------------------------------ | ------------------------------------------------------ | ------------------------------------------------------ | ------------------------------------------------------ | ------------------------------------------------------ | ------------------------------------------------------ | ------------------------------------------------------ | ------------------------------------------------------ | ------------------------------------------------------ | ------------------------------------------------------ | ------------------------------------------------------ | ------------------------------------------------------ |
| Temp. máx. abs. (°C)                                                                   | 34.8                                                   | 39.5                                                   | 41.7                                                   | 45.5                                                   | 46.8                                                   | 48.5                                                   | 45.3                                                   | 43.0                                                   | 42.2                                                   | 38.0                                                   | 34.0                                                   | 32.0                                                   | 48.5                                                   |
| Temp. máx. media (°C)                                                                  | 18.1                                                   | 21.2                                                   | 25.9                                                   | 29.7                                                   | 32.6                                                   | 35.2                                                   | 36.3                                                   | 36.1                                                   | 33.0                                                   | 28.7                                                   | 22.7                                                   | 19.0                                                   | 28.2                                                   |
| Temp. media (°C)                                                                       | 12.3                                                   | 15.0                                                   | 19.7                                                   | 24.0                                                   | 27.1                                                   | 29.7                                                   | 30.7                                                   | 30.6                                                   | 27.9                                                   | 23.4                                                   | 17.4                                                   | 13.5                                                   | 22.6                                                   |
| Temp. mín. media (°C)                                                                  | 6.0                                                    | 8.9                                                    | 13.6                                                   | 18.3                                                   | 21.7                                                   | 24.3                                                   | 25.1                                                   | 25.1                                                   | 23.0                                                   | 18.1                                                   | 12.1                                                   | 8.0                                                    | 17                                                     |
| Temp. mín. abs. (°C)                                                                   | -7.9                                                   | -10                                                    | -2.0                                                   | 2.5                                                    | 10.0                                                   | 16.4                                                   | 18.5                                                   | 18.5                                                   | 11.3                                                   | 5.0                                                    | -1.0                                                   | -10.9                                                  | -10.9                                                  |
| Precipitación total (mm)                                                               | 17.5                                                   | 24.8                                                   | 10.1                                                   | 37.4                                                   | 67.4                                                   | 61.0                                                   | 32.1                                                   | 58.0                                                   | 82.0                                                   | 50.3                                                   | 26.4                                                   | 17.8                                                   | 484.8                                                  |
| Días de lluvias (≥ 1 mm)                                                               | 4.26                                                   | 3.9                                                    | 2.34                                                   | 3.1                                                    | 4.21                                                   | 2.7                                                    | 2.25                                                   | 3.51                                                   | 5.31                                                   | 3.34                                                   | 3.34                                                   | 3.96                                                   | 42.2                                                   |
| Días de nevadas (≥ 1 mm)                                                               | 0.03                                                   | 0.06                                                   | 0                                                      | 0                                                      | 0                                                      | 0                                                      | 0                                                      | 0                                                      | 0                                                      | 0                                                      | 0.03                                                   | 0                                                      | 0.1                                                    |
| Fuente: Colegio de Postgraduados: Normales climatológicas para el Estado de Tamaulipas |                                                        |                                                        |                                                        |                                                        |                                                        |                                                        |                                                        |                                                        |                                                        |                                                        |                                                        |                                                        |                                                        |

## Demografía
Respecto a las etnias, Nuevo Laredo se conforma por una población Mestiza, blanca y Amerindia, el resto es otro donde se conforma con una población de 425 058 habitantes según el censo de 2020, que la convierte en la 3.ª ciudad más poblada del estado de Tamaulipas, tan solo por debajo de Reynosa y Heroica Matamoros. De las ciudades fronterizas con Estados Unidos es la 6.ª más poblada, por debajo de las ciudades de Tijuana y Mexicali en Baja California, Ciudad Juárez en Chihuahua y las mencionadas Reynosa y Heroica Matamoros en Tamaulipas. Así mismo es la 41.ª ciudad más poblada de México.[cita requerida]
Nuevo Laredo ha pasado a ser una ciudad multicultural al ser una frontera con Estados Unidos donde cada año llegan personas de todos los rincones de México y principalmente de los estados de Nuevo León, Coahuila, Veracruz, San Luis Potosí Jalisco, Oaxaca, Puebla, Sinaloa, Querétaro, Chiapas y otros municipios de Tamaulipas e incluso personas que provienen de otros países como centroamericanos , estadounidenses, argentinos, coreanos, colombianos, españoles, cubanos entre otros.
De acuerdo al Censo General de Población y Vivienda 2020 efectuado por el Instituto Nacional de Estadística Geografía e Informática (INEGI), la población total de la ciudad es 416 055 habitantes, de los cuales 204 996 son hombres y 211 059 son mujeres que una relación hombres-mujeres de 98.81. De los habitantes 224 261 son mayores de 18 años de edad y 26.331 mayores de 60 años de edad. En la ciudad hay 127.948 viviendas. 253 481 habitantes nacieron en la ciudad mientras que el resto migraron de otras partes. 2 802 personas de 15 a 130 años de edad que no saben leer ni escribir. 87 140 personas son solteras de 12 a 130 años de edad, 146 646 personas de 12 a 130 años de edad que viven con su pareja en unión libre; casadas solo por el civil; casadas solo religiosamente o; casadas por el civil y religiosamente y 27 490 Personas de 12 a 130 años de edad que están separadas, divorciadas o viudas.
Según el Instituto Nacional de Estadística y Geografía (INEGI) la población total de indígenas en el 2010 asciende a 1.904 personas. Su lengua indígena es náhuatl, otomí. De acuerdo a los datos que presenta el 2 Conteo de Población y Vivienda del 2005, en el municipio eran un total de 1.840 personas que hablan alguna lengua indígena y en el 2000 eran 1509.[cita requerida]

### Población de la ciudad de Nuevo Laredo 1900-2020
| Gráfica de evolución demográfica de Nuevo Laredo entre 1900 y 2020                                          |
| |
| Población de los censos y conteos del Instituto Nacional de Estadística y Geografía (INEGI) de 1900 a 2020. |

## Religión
Según el INEGI en el 2010 la ciudad de Nuevo Laredo tenía 384,033 habitantes, de los cuales 343,997 respondieron qué religión practicaban: 269,586 fueron católicos y 51,686 de otra religión cristiana.[cita requerida]
Hasta el 2012 el porcentaje de católicos en la ciudad llegaba a 70% de la población.[cita requerida] Nuevo Laredo es la sede de la diócesis católica del mismo nombre; la catedral del Espíritu Santo está localizada en la calzada denominada Paseo Colón y fue erigida en el año 1989. La primera iglesia católica de Nuevo Laredo es el templo del Santo Niño, localizado en la calle Ocampo, a una cuadra del Puente Internacional I. 	

## Localismos
Existen diversos localismos utilizados por los habitantes de la ciudad, por ejemplo: "Voy pal' otro lado", el cual está asociado a cruzar el puente que divide el país de México y los Estados Unidos; "parquear", el cual implica la acción de estacionarse.
Otro ejemplo que debemos considerar; "se la perreó", el cual determina la acción que realizan los estudiantes al no entrar a una clase.
Se utiliza la expresión "voy a dar la vuelta" para indicar que se dará un paseo.
Y los más modernos como "que onda pa´"  el cual es empleado como un saludo habitual de los miembros del crimen organizado y habitantes  del poniente de la ciudad o volunteños como coloquialmente se les llama.[cita requerida]

## Economía
Años antes de la fundación de la provincia del Nuevo Santander, por esta zona cruzaban vaqueros llevando ganado hasta las provincias francesas del sur de Norteamérica sobre todo Luisiana y la provincia novoihispana de florida, también transportando ganado equino a las provincias inglesas del sur de Canadá y actual de Estados Unidos. El punto de paso de todo ganado era por el paso de los indios en la actual colonia Claudette, y al sur de Laredo Texas en la actual colonia la Ladrillera del antiguo fuerte Mcintosh.  Al inicio la economía se fundaba en la siembra de algodón y maíz, y la engorda de ganado vacuno para consumo regional, pero, con la llegada del tren a finales del siglo XIX aumentaron las posibilidades de negocios con el centro de México y la costa Este de los Estados Unidos, poco a poco se diversificó la economía. Más del 36% del total de la actividad de Comercio Internacional de México hacia el exterior, cruza por Nuevo Laredo, es por ello que la economía de Nuevo Laredo gira en torno a la importación y exportación comercial e industrial entre México y los Estados Unidos. Cuenta con infraestructura compleja y suficiente para facilitar el flujo de mercancías entre estos dos países. En Nuevo Laredo se ofrecen los servicios de importación y exportación por tráiler y ferrocarril, distribución de carga y servicios de consultoría. Colocándose como el puerto más importante de comercio internacional por tierra de América, diariamente cruzan más de 3.000 tráileres y 1.500 carros de ferrocarril anualmente. Nuevo Laredo ha llegado a ser una ciudad de paso para muchos connacionales. El puerto terrestre de Nuevo Laredo cuenta en el año 2007 con cuatro puentes internacionales sobre el río Bravo:
- Puente Miguel Alemán (Puente #1), para peatones y vehículos  (se proyecta convertirlo en peatonal solamente, dentro de los próximos 10 años).
- Puente Internacional Juárez-Lincoln (Puente #2), destinado para vehículos; ligeros dentro del cual se encuentra el punto táctico denominado "Turismo-Cazadores" el cual es destinado para autobuses de pasajeros.
- Revisión F.F.C.C.(ferrocarril)-exportación.
- Puente Internacional Comercio Mundial, dedicado exclusivamente a vehículos de transporte de mercancías.

Nuevo Laredo es un punto estratégico de inversión. En este sitio hay seis reconocidos parques industriales que facilitan el desarrollo económico de la zona y de México: Parque Industrial Oradel, Parque Industrial Longoria, Parque Industrial Río Grande, Parque Industrial Río Bravo, Módulo Industrial América, Parque Industrial FINSA, Parque Industrial PYME.
La ciudad de Nuevo Laredo cuenta con un aeropuerto llamado "Aeropuerto Internacional Quetzalcóatl" que le da servicio a los Neolaredenses.

## Gastronomía
El platillo original de Nuevo Laredo es la carne de res asada en leña o carbón de árbol de mezquite, que además, es el evento social preferido para reunirse con la familia, amigos e invitados. Igualmente, ha tomado mucha popularidad en la localidad las pechugas de pollo enharinadas, bañadas en diferentes tipos de salsas, denominadas como “Boneless”. 
La gastronomía local es similar a la del Noreste de México. Algunos platillos típicos son los chilaquiles, las migas con huevo, pollo en mole, carne deshebrada y dorada de venado, la carne seca de res, en sus variantes machaca con huevo y caldillo de carne seca, el cabrito al pastor, la fritada de cabrito y el asado de puerco (guiso a base de puerco, ajo, cominos y chile ancho), rata de monte y víbora seca, armadillo asado, todos acompañados por las ricas tortillas de harina (proveniente originalmente de esta ciudad) y maíz. Por lo general, predomina el gusto por las comidas no muy condimentadas y las carnes asadas, y se puede afirmar que como en todo el norte mexicano, las comidas del noreste, se basan en la gastronomía de la sencillez.

## Deportes

### Futbol
La ciudad cuenta con el equipo de fútbol Bravos de Nuevo Laredo que milita en la Tercera División de México, su hogar es el estadio de la Unidad Deportiva Lic. Benito Juárez con capacidad para 5,000 aficionados y que es utilizado para diversas actividades atléticas.

### Baloncesto
Los Toros de Nuevo Laredo pertenecientes a la Liga Nacional de Baloncesto Profesional de México los cuales tienen su sede en el Polyforum "Dr. Rodolfo Torre Cantú" el cual es un recinto idóneo para este tipo de eventos.

### Ciclismo
También hay varios equipos de ciclismo de Montaña que en este municipio se practica en las márgenes del río Bravo donde se encuentra un circuito muy completo teniendo como máximos eventos El Aniversario Extremo Organizado por el Municipio y los clubes de Ciclismo de Montaña Venados, Megabike, Correcaminos, Camaleón-Ex, Level X, Jaguares  , Tronko Team y el reto Camaleonex que se realizan uno en el marco del aniversario de la ciudad y otro a finales de temporada, teniendo como participantes a ciclistas del equipo turbo y del equipo Alubike.

### Beisbol
En la temporada 2008 de la Liga Mexicana de Béisbol se integraron, tras cuatro años de ausencia en la ciudad, los Tecolotes de los Dos Laredos, equipo de gran tradición en la liga, que juegan en su nueva casa el Estadio Nuevo Laredo ubicado en el nuevo complejo de deportes llamada Ciudad Deportiva, el estadio tiene capacidad para atender a más de 12.000 aficionados. 
En pequeñas ligas de béisbol categoría 11-12, con el equipo de La Liga Oriente de Nuevo Laredo, la ciudad ha destacado nacional e internacionalmente, logrando así participar en dos ocasiones (2010 y 2012) representando a México en el magno evento de Serie Mundial de Ligas Pequeñas de Béisbol, que cada año se lleva a cabo en la ciudad de Williamsport, PA.

### Voleibol

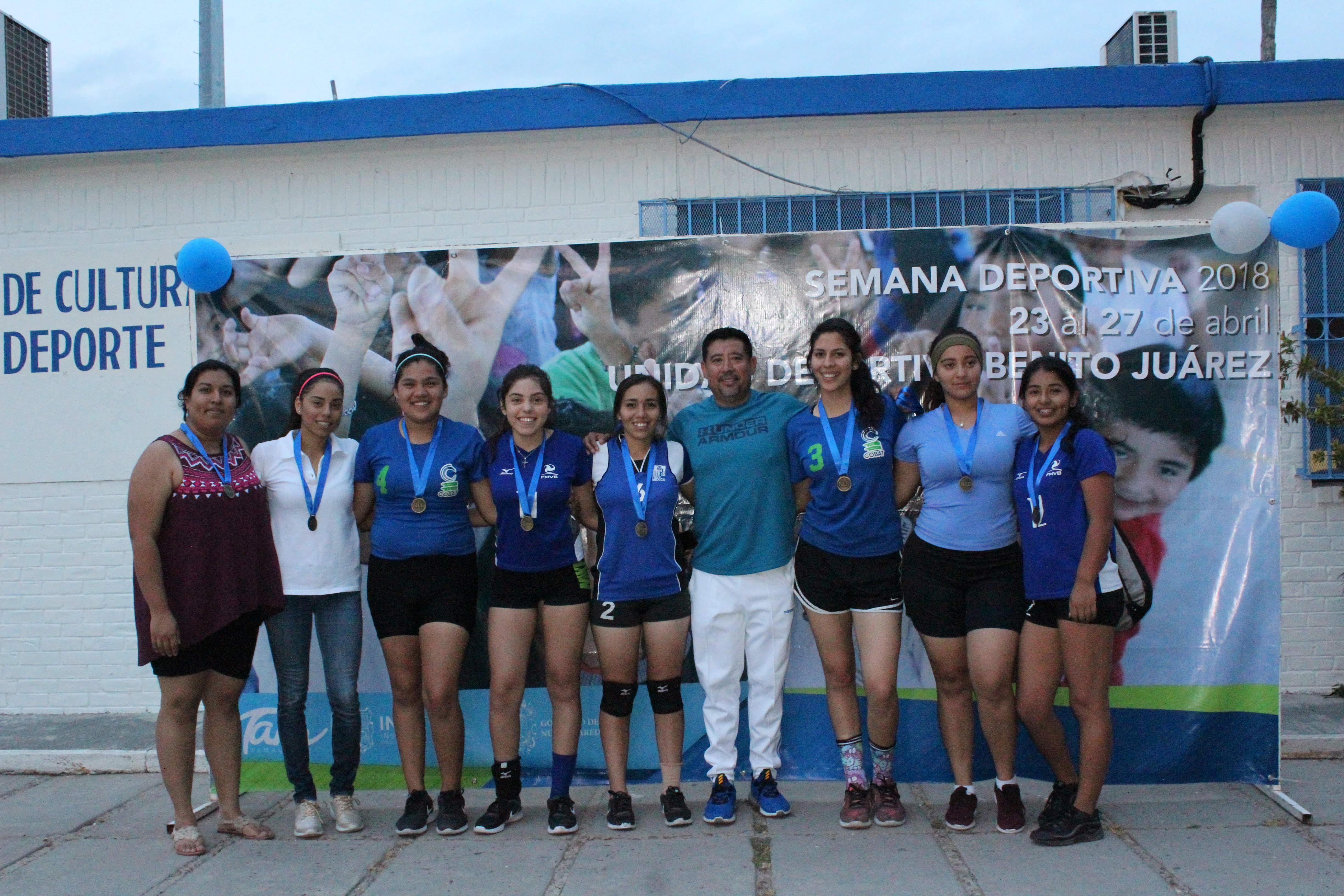
El equipo femenil COBAT, lideradas por su entrenadora Erika Edith Garza Domínguez y su capitana Erika Castro, campeonas Semana Deportiva 2018.

Nuevo Laredo cuenta con diferentes ligas locales y colegiales de voleibol de las cuales algunos jugadores y entrenadores han llegado a sobresalir a nivel nacionale incluso internacional. Los equipos de voleibol de sala también han tenido una expansión al voleibol playero.
Recientemente, la ciudad se ha convertido en la sede de equipos de voleibol profesionales de la Liga Nacional Mexicana, incluidos los Jaguares de Nuevo Laredo (equipo de voleibol profesional masculino)y las Venadas de Nuevo Laredo (equipo de voleibol femenil).

### Charrería
En Nuevo Laredo la Charrería es un deporte muy afamado, la ciudad cuenta con varios equipos como: Asociación de Charros Rancho Media Luna, Santa María 05. Los lienzos charros son el Lienzo Charro Rancho Media Luna que se ubica en el kilómetro 10. El Lienzo Nuevo Laredo ubicado atrás de los terrenos de Expomex. El equipo Santa María 05 ha tenido muchos reconocimientos entre ellos fue cuando se coronó campeón estatal de Tamaulipas en el 2010.

## Educación
La infraestructura educativa con que se cuenta asciende a 288 planteles escolares de los cuales son 71 jardines de niños, 148 escuelas primarias, 34 escuelas secundarias, 14 profesional medio, 13 a nivel técnico y 15 a nivel profesional.

### Universidades
La ciudad de Nuevo Laredo tiene alrededor 15 universidades, de las cuales 4 son públicas (UAT, ITNL, Normal & UPN) mientras que las restantes son privadas, estas imparten diferentes carreras profesionales, los estudios de pregrado normalmente duran por lo menos 3 a 4 años divididos en semestres o cuatrimestres, esto dependiendo de la institución. Algunas universidades ofrecen estudios de posgrado, la mayoría con duración de 2 años, obteniendo al final del curso un título de maestría y doctorado.
- El Instituto Tecnológico de Nuevo Laredo (ITNL), ofrece diferentes carreras de Ingeniería en diferentes departamentos, siendo las carreras que ofrecen los susodichos las siguientes: Arquitectura, Contador Público, Ingeniería Civil, Ingeniería en Electrónica, Ingeniería Eléctrica, Ingeniería Mecatrónica, Ingeniería en Gestión Empresarial, Ingeniería en Sistemas Computacionales, Ingeniería Industrial, Ingeniería Mecánica e Ingeniería en Administración.

- La Universidad Autónoma de Tamaulipas de Nuevo Laredo (UAT) en Nuevo Laredo cuenta con dos facultades: la Facultad de Comercio, Administración y Ciencias Sociales; que ofrece las carreras de: Licenciatura en Comercio Exterior, Licenciatura en Administración de Empresas, Licenciatura en Derecho y Licenciatura en Contabilidad. La Facultad de Enfermería que ofrece las carreras de: Licenciatura en Enfermería, Maestría en Enfermería y Licenciatura en Seguridad, Salud y Medio Ambiente.

- La Universidad Tecnológica de Nuevo Laredo (UT) ofrece las carreras de: Energías Renovables, Mecatrónica, Mantenimiento Industrial, Logística Internacional, Desarrollo e Innovación Empresarial, además de ofrecer las carreras de Técnico Superior Universitario en: Energías Renovables (Área Energía Solar), Mecatrónica (Área de Automatización), Mantenimiento (Área de Instalaciones), Operaciones Comerciales Internacionales de Clasificación Arancelaria y Despacho Aduanero (OCIACADA), Desarrollo de Negocios (Área de Logística y Transporte) y Desarrollo de Negocios (Área en Mercadotecnia).

- La Universidad Pedagógica Nacional (UPN Unidad 284) ofrece las licenciaturas en: Licenciatura en Intervención Educativa y Licenciatura en Psicología Educativa. Así como también las maestrías en: Educación Básica, Innovación Educativa, Educación Bilingüe y Educación Media Superior.

- La Escuela Normal Urbana Cuauhtémoc ofrece las licenciaturas en: Licenciatura en Educación Primaria y Licenciatura en Educación Preescolar.

- La Universidad México Americana del Norte (UMAN) ofrece las siguientes carreras: Médico Cirujano Dentista, Médico Cirujano Partero, Licenciatura en Psicología, Licenciatura en Derecho, Licenciatura en Ciencias de la Comunicación, Licenciado en Educación Inicial, Licenciatura en Administración de Empresas, Licenciatura en Comercio Exterior, Licenciatura en Mercadotecnia, Licenciatura en Contador Público, Licenciatura en Enfermería, Licenciatura en Diseño Integral, Ingeniería en Energías Renovables, Arquitectura, Ingeniería Industrial, Ingeniería en Sistemas Computacionales, Ingeniería en Electrónica, Ingeniería en Mecatrónica, Ingeniería Civil, Ingeniero Petrolero, Ingeniería en Administración Ambiental & Ingeniería en Tecnologías de la Información y la Comunicación.

- La Universidad TecMilenio de Nuevo Laredo (UTM del Sistema Tecnológico Monterrey) ofrece las licenciaturas en: Licenciatura en Administración, Licenciatura en Inteligencia de Mercados, Licenciatura en Educación y Desarrollo, Licenciatura en Comercio internacional, Licenciatura en Diseño Gráfico y Animación, Ingeniería Industrial, Ingeniería en Sistemas de Logística, Ingeniería en Desarrollo de Software e Ingeniería en Negocios Internacionales.

- El Instituto de Ciencias y Estudios Superiores de Tamaulipas (ICEST) ofrece diversas licenciaturas de acuerdo a la demanda estudiantil: Licenciatura en Nutrición, Licenciatura en Fisioterapia y Rehabilitación, Licenciatura en Enfermería y Obstetricia, Químico Farmacéutico Biólogo, Licenciatura en Gastronomía, Licenciatura en Psicología, Licenciatura en Criminología, Licenciatura en Administración de Recursos Humanos, Ingeniero en Sistemas Computacionales y Licenciatura en Ciencias de la Comunicación.

- El Centro de Estudios Superiores Royal (CES-R, Universidad del Royal) ofrece las carreras de: Licenciatura en Comercio Internacional, Licenciatura en Mercadotecnia y Publicidad, Licenciatura en Administración, Ingeniero en Sistemas Computacionales, Licenciatura en Psicología Organizacional y Licenciatura en Contabilidad.

- La Universidad del Norte de Tamaulipas (UNT) ofrece las licenciaturas de: Licenciatura en Ciencias Políticas y Administrativas, Contador Público, Licenciatura en Administración y Mercadotecnia, Licenciatura en Comercio Internacional y Aduanas, Licenciatura en Ciencias de la Educación y TIC, Ingeniería en Sistemas Computacionales. Maestrías y Doctorados.
- La Universidad México Americana del Norte (UMAN) oferta las licenciaturas en: Licenciatura en Médico Cirujano Partero y Licenciatura en Médico Cirujano Dentista.

- El Instituto Internacional de Estudios Superiores (IIES) ofrece las licenciaturas en: Licenciatura en Comercio Exterior y Aduanas, Licenciatura en Comercio Internacional, Licenciatura en Administración, Licenciatura en Mercadotecnia, Licenciatura en Derecho, Contaduría Pública e Ingeniería Industrial y de Sistemas.

- La Universidad Miguel Alemán (UMA - División Nuevo Laredo) oferta las licenciaturas en: Licenciatura en Derecho, Licenciatura en Administración de Empresas, Contaduría Pública y Auditoria, Licenciatura en Pedagogía y Licenciatura en Psicopedagogía.
- El Instituto Humanístico de la Salud (IHS) oferta la licenciatura en: Licenciatura en Enfermería Bicultural.

En diciembre del 2014 la Universidad Valle de México (UVM) cerró sus puertas en esta ciudad, dejando a más de 300 alumnos sin poder terminar sus carreras, alegando violencia en la región, las verdaderas intenciones fueron el de reestructurarse y obligar al municipio a que les cediera terrenos municipales para agrandar el campus universitario, al no cederles la ciudad los terrenos que la universidad pedía, optaron por irse de la ciudad.[cita requerida] En el centro de la ciudad continua abierta la Universidad Valle de México, así como el campus de la Facultad de Odontología, en el año 2018 cerró sus puertas en Nuevo Laredo.

### Preparatorias
El Centro de Bachillerato Tecnológico Industrial y de Servicios (CBTis), el Colegio Nacional de Educación Profesional Técnica (CONALEP), el Colegio de Bachilleres Del Estado de Tamaulipas  (COBAT), la Preparatoria Juvenal Boone Flores y las tres "Preparatorias municipales" son las instituciones públicas encargadas de ofrecer a la ciudadanía los estudios de nivel medio superior, también llamado bachillerato o preparatoria, éstos duran generalmente 3 años divididos en semestres.
- El Centro de Bachillerato Tecnológico, industrial y de Servicios N.º 137 (CBTis 137)  que oferta las siguientes especialidades: Electricidad, Laboratorio Clínico, Contabilidad, Administración de Recursos Humanos, Programador y Mecatrónica tomando en cuenta que la institución ofrece su opción bivalente, ya que a la vez que el joven al egresar obtiene su certificado de terminación de estudios de nivel medio superior, también puede lograr tramitar un título ante la Dirección General de Profesiones que ampara su especialidad de Técnico en la opción cursada mediante la obtención de las cartas de competencias que demuestran sus habilidades y competencias en el área.

- El Centro de Bachillerato Tecnológico, industrial y de Servicios N.º 234 (CBTis 234) ofrece las especialidades en: Construcción, Computación, Administración y Electrónica, el alumno al egresar recibirá su certificado de estudios de nivel medio superior y el título de técnico en la especialidad elegida avalado por la dirección general de profesiones.

- El Colegio Nacional de Educación Profesional Técnica (CONALEP 246) ofrece además de los estudios medio superiores, los certificados PTB (Profesional Técnico Bachiller) avalados por la dirección general de profesiones. Las especialidades son: Contaduría, Informática, Electromecánica Industrial, Mantenimiento de equipo de computo.

- El Colegio de Bachilleres (COBAT 01) Los alumnos al concluir sus estudios de 3 años, además de recibir su certificado de terminación de estudios medio superior, reciben su constancia de capacitación para el trabajo, avalado por la STPS. Ofrece formación para el trabajo en: contabilidad, informática, inglés.

- El Colegio de Bachilleres (COBAT 18)

- El Colegio de Bachilleres (COBAT 23)

- La Escuela Preparatoria Federal por Cooperación Profesor Juvenal Boone Flores (Preparatoria Número 1) La primera escuela preparatoria de la ciudad fue fundada el año 1941. Actualmente con más de 70 años de operación continua al servicio de los jóvenes ofreciendo educación media superior con duración de 3 años.

- El Campus de Estudios Medio y Medio Superior José Vasconcelos operado totalmente por el gobierno municipal, fue inaugurado el 4 de febrero de 2015, cuenta con un terreno de 8.2 hectáreas y nació de la necesidad de cubrir la falta de estructura educativa en nivel medio superior, siendo la primera escuela preparatoria municipal de todo Tamaulipas.

- La Preparatoria Municipal Elena Poniatowska fue inaugurada el 18 de agosto de 2016 por la por la escritora y ganadora del premio Cervantes, en el mes de mayo de 2017, la preparatoria tomó el nombre de Gregorio Chapa Saldaña, para cubrir con los requerimientos de la Ley Estatal de Educación.
- La Preparatoria Técnica Municipal Manuel Gómez Morín con una superficie de construcción de 40,914.93 metros cuadrados, comenzó su edificación el 25 de agosto de 2017 y fue inaugurada a finales del mismo año por el presidente Municipal Enrique Rivas, comenzó funciones para el ciclo escolar 2018-2019, actualmente es una de las preparatorias más demandas por su ubicación.
- El Nuevo Laredo City College, la primera escuela en México en ofrecer el Secretariado Bilingüe y la primera institución en dar inglés en Nuevo Laredo, inaugurado en 1957, ofrece 3 especialidades: Enfermería, Contabilidad y Diseño Gráfico.

## Lugares de interés turístico
La ciudad cuenta con diversidad de atractivos turísticos como son:
- Centro Cultural. Inaugurado en el 2004, el centro cultural cuenta con un teatro principal, teatro experimental, museo de historia natural, museo Reyes Meza, restaurante gourmet, cafetería, área de exposiciones temporales, biblioteca, librería, mediateca y el paseo Uxmal donde se encuentran obras de arte prehispánico con esculturas colosales de los dioses e ídolos de las culturas mesoamericanas.

- Museo de Historia Natural. Se inauguró a finales del año 2007, en su museo permanente se exponen esqueletos humanos, huesos de dinosaurios y fósiles en general que permite hacer un recorrido cronológico de la historia de la región, fauna, flora y geografía, desde el jurásico hasta nuestra era.

- Museo José Reyes Meza. Inaugurado en junio de 2008, lleva el nombre del pintor, escenógrafo y muralista más destacado de Tamaulipas, en el museo se exponen diversas obras plásticas.

- Hotel Best Western Plus. El edificio más alto de Nuevo Laredo, cuenta con 52 m de altura.

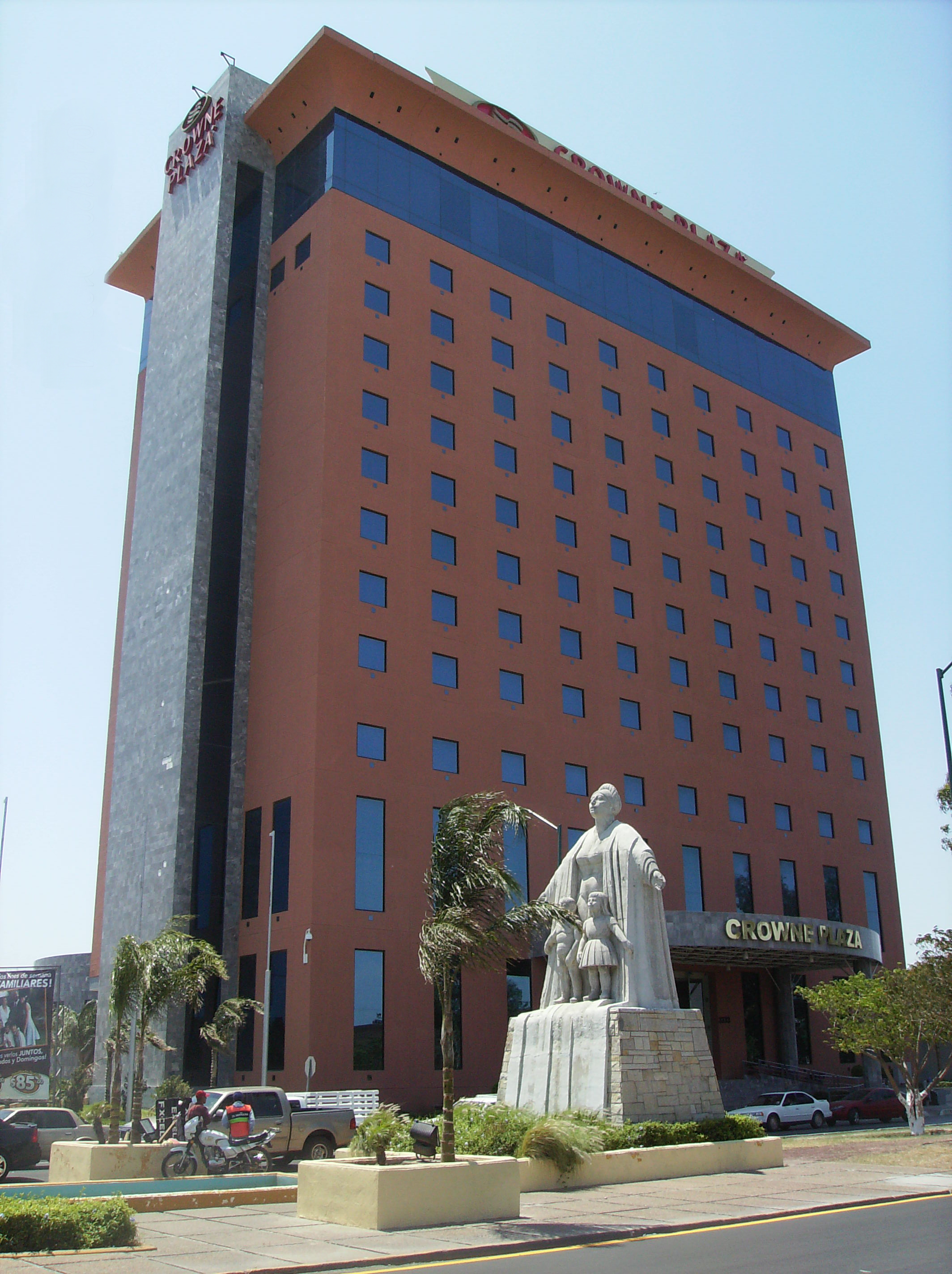
Hotel Best Western Plus

- Zoológico Regional. Inaugurado el 12 de diciembre de 2007, cuenta con una extensa gama de especies animales de diferentes ecosistemas y de la región, localizado a un costado del Parque Ecológico "Viveros" recibe a cientos de visitantes diariamente.

- Estación Palabra Gabriel García Márquez. Dedicado al escritor Gabriel García Márquez, ganador del Nobel de literatura, este espacio cultural fue inaugurado en septiembre de 2008 y cuenta con un auditorio, galería de exposiciones, biblioteca, salas de lectura, sala infantil, café literario y librería.

- Casa de la cultura. Cuenta con el teatro "Lucio Blanco", en la casa de la cultura se hacen eventos artísticos y culturales, además de impartir talleres de música, pintura, danza y literatura.

- Edificio Antigua Aduana. El edificio fue restaurado y adaptado para servir como espacio de cultura, cuenta con la sala de conciertos “Sergio Peña”, el gran foro y con galería de exposiciones temporales.

- Museo Antiguo Banco Longoria. Fue construido en piedra caliza entre 1929 y 1932 por don Octavio Longoria, el edificio cuenta con un estilo neoclásico, actualmente en su lobby se exhiben exposiciones de fotografía y arte plástico entre otras.

- Archivo Histórico Juan E. Richer. En él se encuentra la memoria documental y gráfica de la ciudad, cuenta con exposiciones temporales, área de consulta, área audiovisual y con el museo de sitio del ferrocarril que exhibe objetos, fotografías de época y documentos alusivos a la historia del Ferrocarril en Nuevo Laredo.

- Parque Ecológico Viveros. Con una extensión de 124 acres, el parque cuenta con juegos infantiles, un parque de educación vial, la alberca Camécuaro, áreas verdes, un zoológico regional y un acuario.

- Teatro del IMSS. Construido el 1 de enero de 1964, en él se presentan obras de teatro, musicales, cine, y espectáculos en general.

- Ciudad deportiva. Cuenta con el estadio de béisbol, el gimnasio multidisciplinario de basquetbol (baloncesto), canchas de tenis, canchas de squash y canchas de fútbol.

- Mercado Maclovio Herrera. Localizado en el centro histórico de la ciudad, en él se pueden adquirir diversas artesanías mexicanas de todo el país, desde trajes típicos y joyería, hasta dulces tradicionales y piñatas.

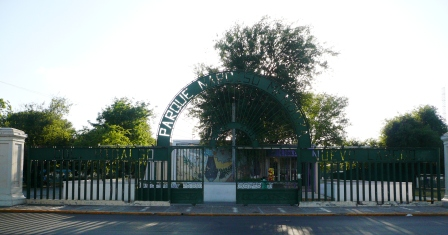
Parque Mendoza Nuevo Laredo

- Parque Narciso Mendoza. Cuenta con la biblioteca pública Fidel Cuellar, una pista de caminar alrededor del parque (circuito de casi 800 m), cancha de Fut Rap, juegos infantiles y un parque jurásico.

- Teatro de la ciudad "Adolfo López Mateos".

- Parque recreativo "El laguito". Cuenta con aproximadamente 2,5 metros de profundidad y 325 mil m³ de agua, donde se puede realizar un paseo ecológico en lanchas de pedal y chaleco salvavidas. El laguito artificial también cuenta con un área de juegos infantiles, palapas, sanitarios y áreas verdes.

- Polyfórum Dr. Rodolfo Torre Cantú. El foro múltiple de la ciudad, lugar para la realización de eventos y espectáculos masivos fue inaugurado el 4 de septiembre de 2013. Cuenta con la capacidad de albergar a más de 5.000 personas y un estacionamiento para más de 1000 vehículos.

- Reloj Público de la plaza Hidalgo. La estructura de casi 15 metros fue construida el 15 de septiembre de 1926, su torre esta cubierta de cantera blanca y presenta relieves estilo art nouveau. Ubicado en la plaza Hidalgo, en el centro histórico de la ciudad, el reloj público es considerado monumento histórico por el INAH.

- Plaza de toros Lauro Luis Longoria. Cuenta con una capacidad de 8000 espectadores, en él se presentan corridas de toros, conciertos musicales, boxeo, lucha libre y otros eventos, las corridas se llevan a cabo generalmente entre primavera y otoño. Fue inaugurada el 20 de febrero de 1994.

- Espacio de artes y oficios "Maquila Creativa". Espacio dedicado a la exposición de artes, cuenta con un foro de expresiones artísticas y con sala de exposiciones. En la que anteriormente fuera maquiladora CIVES Acero, se ofrecen talleres de iniciación artística y de oficios, como artes manuales, música, danza, canto, dibujo, fotografía, serigrafía, arte, pintura y cartoneria.

- Parque Morelos. En él, se pueden apreciar la escultura de bronce de José María Morelos y Pavón, y la bandera monumental la cual mide 50 metros de largo por 25 de ancho y cuyo mástil pesa 120 toneladas y mide 102 metros.

- Club campestre Riviera del Bravo. Campo de golf de 18 hoyos y 5,78 km (6.325 yardas) inaugurado el año 1899.

- Unidad deportiva Benito Juárez. Cuenta con el parque de béisbol "Parque la junta" el cual tiene una capacidad de 2150 espectadores, canchas de basquetbol, voleibol y fútbol, estadio de fútbol y pista de atletismo con capacidad para 4500 personas, alberca semi olímpica, gimnasio de boxeo, gimnasio municipal con capacidad de 400 personas, gimnasio de fútbol y básquetbol para 460 personas, canchas de fut rap y frontón.

## Ciudades cercanas

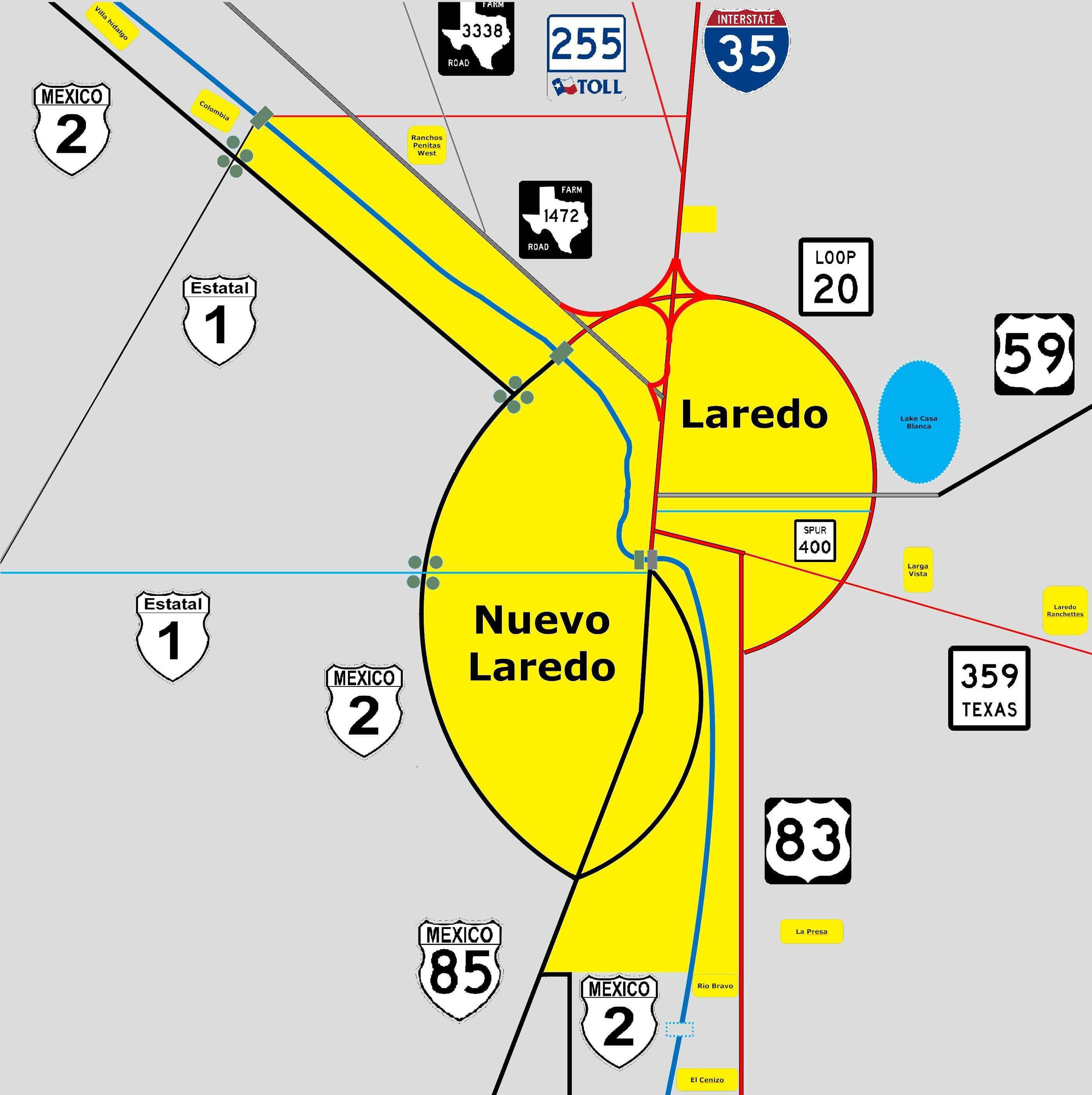
Mapa de la Zona metropolitana de Laredo-Nuevo Laredo.

| Ciudad                        | Población      | Distancia (km) |
| ----------------------------- | -------------- | -------------- |
| Laredo, Texas                 | 236,091 hab.   | 6 km           |
| Piedras Negras, Coahuila      | 173,959 hab.   | 175 km         |
| Corpus Christi, Texas         | 305,215 hab.   | 240 km         |
| Monclova, Coahuila            | 237,169 hab.   | 246 km         |
| Reynosa, Tamaulipas           | 691,557 hab.   | 258 km         |
| San Antonio, Texas            | 1,327,407 hab. | 258 km         |
| Monterrey, Nuevo León         | 1,142,952      | 268 km         |
| Saltillo, Coahuila            | 864,431 hab    | 295 km         |
| Heroica Matamoros, Tamaulipas | 510,739 hab.   | 345 km         |

## Medios informativos de Nuevo Laredo
Frontera al rojo vivo,
Reporta Nuevo Laredo,
La pulgosa. 

### Periódicos
| Nombre               | Frecuencia                                                | Lenguaje | Ciudad       | Sitio Web                                 |
| El Diario            | Diario                                                    | Español  | Nuevo Laredo | diario.net                                |
| El Mañana            | Diario                                                    | Español  | Nuevo Laredo | elmanana.com                              |
| Líder Informativo    | Diario                                                    | Español  | Nuevo Laredo | liderinformativo.com                      |
| Primera Hora         | Diario                                                    | Español  | Nuevo Laredo | primerahora.com.mx                        |
| Última Hora          | Diario                                                    | Español  | Nuevo Laredo | ultimahora.com.mx                         |
| Laredo Morning Times | Diario                                                    | Inglés   | Laredo       | lmtonline.com                             |
| LareDOS              | Mensual                                                   | Inglés   | Laredo       | laredosnews.com                           |
| Noreste Informativo  | Digital                                                   | Español  | Regional     | elnoreste.mx                              |
| Inforedtamaulipas    | Digital                                                   | Español  | Nuevo Laredo |                                           |
| Bravo Noticias       | Archivado el 27 de septiembre de 2017 en Wayback Machine. | Español  | Nuevo Laredo |                                           |
| nuevolaredo.tv       | Digital                                                   | Español  | Nuevo Laredo | nuevolaredo.tv                            |
| Monitoreo Laredo     | Portal de Noticias                                        | Español  | Nuevo Laredo | https://www.facebook.com/monitoreolaredo2 |

### Televisión
| Canal | Siglas     | Afiliación                | Ciudad de origen | Sitio Web                                                       |
| 1.1   | XHLNA-TDT  | Azteca Uno-HD             | Nuevo Laredo     | tvazteca.com                                                    |
| 1.2   | XHLNATDT2  | ADN 40                    | Nuevo Laredo     | adn40.mx                                                        |
| 2.1   | XHLAR-TDT  | Las Estrellas–HD          | Nuevo Laredo     | lasestrellas.tv                                                 |
| 3.1   | XHCTNL-TDT | Imagen Televisión-HD      | Nuevo Laredo     | imagentv.com                                                    |
| 3.4   | XHCTNLTDT4 | Excélsior TV              | Nuevo Laredo     | excelsior.com                                                   |
| 4.1   | XHBR-TDT   | Televisa Nuevo Laredo-HD  | Nuevo Laredo     | televisa.com                                                    |
| 5.1   | XHBRTDT2   | Canal 5                   | Nuevo Laredo     | Canal5.com                                                      |
| 6.1   | XHNAT-TDT  | Multimedios Televisión-HD | Nuevo Laredo     | multimedios.tv                                                  |
| 6.2   | XHNATTDT2  | Milenio Televisión        | Nuevo Laredo     | milenio.com                                                     |
| 6.3   | XHNATTDT3  | Teleritmo                 | Nuevo Laredo     | Teleritmo Archivado el 13 de julio de 2017 en Wayback Machine.  |
| 6.4   | XHNATTDT4  | MVS TV                    | Nuevo Laredo     | 52mx.tv                                                         |
| 7.1   | XHLAT-TDT  | Azteca 7-HD               | Nuevo Laredo     | tvazteca.com                                                    |
| 7.2   | XHLATTDT2  | a+                        | Nuevo Laredo     | amastv.com                                                      |
| 8.1   | KGNS-DT    | NBC–HD                    | Laredo           | pro8news.com                                                    |
| 8.2   | KGNSDT2    | ABC-HD                    | Laredo           | abc.go.com                                                      |
| 8.3   | KGNSDT3    | Telemundo-HD              | Laredo           | telemundolaredo.tv                                              |
| 8.5   | KGNSDT5    | True Crime Network        | Laredo           | truecrimenetworktv.com                                          |
| 10.1  | KXNU-LD    | Telemundo-HD              | Laredo           | telemundolaredo.tv                                              |
| 13.1  | KYLX-LD    | CBS–HD                    | Laredo           | cbs.com                                                         |
| 13.2  | KYLXLD2    | The CW                    | Laredo           | cwtv.com                                                        |
| 15.1  | KLMV-LD    | Religion                  | Laredo           |                                                                 |
| 15.2  | KLMVLD2    | Infomerciales             | Laredo           |                                                                 |
| 15.3  | KLMVLD3    | Vida Vision               | Laredo           |                                                                 |
| 15.4  | KLMVLD4    | Barras de color           | Laredo           |                                                                 |
| 17.1  | XEFE-TDT   | La Imagen Familiar-HD     | Nuevo Laredo     | xefetv.com                                                      |
| 27.1  | KLDO-DT    | Univision–HD              | Laredo           | kldotv.com Archivado el 26 de julio de 2012 en Wayback Machine. |
| 27.2  | KLDODT2    | LATV                      | Laredo           | latv.com/                                                       |
| 27.3  | KLDODT3    | TBD                       | Laredo           | TBD.com                                                         |
| 27.4  | KLDODT4    | Stadium                   | Laredo           | Stadium.com                                                     |
| 27.5  | KLDODT5    | Court TV                  | Laredo           | Court TV                                                        |
| 31.1  | KXOF-CD    | Fox-HD                    | Laredo           | foxnewssouthtexas.com                                           |
| 31.2  | KXOFCD2    | Grit                      | Laredo           | grittv.com                                                      |
| 31.3  | KXOFCD3    | Laff                      | Laredo           | laff.com                                                        |
| 39.1  | KETF-CD    | UniMÁS–HD                 | Laredo           | unimas.com                                                      |
| 39.2  | KETFCD2    | Comet                     | Laredo           | comettv.com                                                     |
| 39.3  | KETFCD3    | Charge!                   | Laredo           | watchcharge.com                                                 |
| 39.4  | KETFCD4    | Azteca América-HD         | Laredo           | aztecaamerica.com                                               |

### Radio AM
| Frecuencia | Siglas  | Slogan                         | Ciudad de origen | Sitio Web                 | Webcast         |
| 530        | WPMQ285 | TxDOT HAR                      | Laredo           | •                         | •               |
| 770        |         | Hundred FM 100.1 + 100.1FM     | Nuevo Laredo     |                           |                 |
| 790        | XEFE    | La Radio de Nuevo Laredo       | Nuevo Laredo     | •                         | escuche en vivo |
| 880        |         | El Norteñazo Regional Mexicana | Nuevo Laredo     |                           |                 |
| 890        | KVOZ    | Radio Cristiana                | Laredo           | lanuevaradiocristiana.com | •               |
| 940        |         | ADN 940                        | Nuevo Laredo     |                           |                 |
| 960        | XEK     | La Grande                      | Nuevo Laredo     | xek.com                   | escuche en vivo |
| 990        |         | La Lupe 89.5 + 89.5FM          | Nuevo Laredo     | mmradio.com               |                 |
| 1000       | XENLT   | Radio Fórmula                  | Nuevo Laredo     | radioformula.com          | •               |
| 1060       |         | Radio Fiesta                   | Nuevo Laredo     |                           |                 |
| 1090       | XEWL    | La Romántica                   | Nuevo Laredo     | wradio.com.mx             | escuche en vivo |
| 1170       |         | Ciudad 92.1 + 92.1FM           | Nuevo Laredo     |                           |                 |
| 1190       |         | Fusion 103.1 FM + 103.1FM      | Nuevo Laredo     |                           |                 |
| 1300       | KLAR-AM | Radio Poder                    | Laredo           | feypoder.com              | escuche en vivo |
| 1340       | XEBK    | Mega 95.7                      | Nuevo Laredo     |                           | •               |
| 1370       | XEGNK   | Radio Mexicana                 | Nuevo Laredo     | •                         | escuche en vivo |
| 1350       |         | La Super Buena                 | Nuevo Laredo     |                           |                 |
| 1390       |         | La Deportiva 1390              | Nuevo Laredo     |                           |                 |
| 1410       | XEAS    | Fiesta Mexicana                | Nuevo Laredo     | kebuena.com               | escuche en vivo |
| 1490       | KLNT    | Laredos classic Hits           | Laredo           | •                         | •               |
| 1550       | XENU    | La Rancherita                  | Nuevo Laredo     | •                         | escuche en vivo |
| 1610       | WPMQ285 | TxDOT HAR                      | Laredo           | •                         | •               |

### Radio FM
| Frecuencia | Siglas | Slogan                   | Ciudad de origen | Sitio Web                                                               | Webcast |
| 88.1       | KHOY   | Catholic Radio           | Laredo           | khoy.org                                                                | escuche en vivo                                                                                                   |
| 88.9       | XHLDO  | Radio Tamaulipas         | Nuevo Laredo     | tamaulipas.gob                                                          | escuche en vivo (enlace roto disponible en Internet Archive; véase el historial, la primera versión y la última). |
| 96.7       |        | La Lupe 96.7 + 990AM     | Nuevo Laredo     | mmradio.com                                                             | |
| 89.9       | KBNL   | Radio Manantial          | Laredo           | kbnl.com                                                                | escuche en vivo                                                                                                   |
| 90.5       | Pirata | La Voz de Dios           | Nuevo Laredo     | •                                                                       | • |
| 91.3       | XHNOE  | Stereo 91.3 FM           | Nuevo Laredo     | xhnoe.com                                                               | escuche en vivo                                                                                                   |
| 92.1       |        | Ciudad 92.1FM + 1170AM   | Nuevo Laredo     |                                                                         | |
| 92.7       | KJBZ   | Z93                      | Laredo           | z93laredo.com                                                           | escuche en vivo•                                                                                                  |
| 94.1       | XHTLN  | Imagen / RMX Laredo      | Nuevo Laredo     | rmx.com.mx                                                              | escuche en vivo                                                                                                   |
| 94.5       |        | La Poderosa              | Nuevo Laredo     |                                                                         | |
| 94.9       | KQUR   | Digital 94.9 Solo Éxitos | Laredo           | digital949.com                                                          | escuche en vivo                                                                                                   |
| 95.7       | XHBK   | Mega 95.7                | Nuevo Laredo     | radioavanzado.com                                                       | escuche en vivo                                                                                                   |
| 96.9       |        | Stereo Recuerdo          | Nuevo Laredo     |                                                                         | • |
| 97.1       | XHNLO  | La Caliente              | Nuevo Laredo     | mmradio.com                                                             | escuche en vivo                                                                                                   |
| 98.1       | KRRG   | Big Buck Country         | Laredo           | bigbuck98.com Archivado el 21 de septiembre de 2011 en Wayback Machine. | escuche en vivo                                                                                                   |
| 99.3       | XHNK   | Los 40 / Laredo's Top 40 | Nuevo Laredo     | radiorama.com                                                           | escuche en vivo                                                                                                   |
| 99.7       |        | Amor 99.7                | Nuevo Laredo     |                                                                         | |
| 100.1      |        | Hundred FM 100.1 + 770AM | Nuevo Laredo     |                                                                         | |
| 100.5      | KBDR   | La Ley                   | Laredo           | laley1005.com                                                           | escuche en vivo                                                                                                   |
| 100.9      |        | Mia 100.9                | Nuevo Laredo     |                                                                         | |
| 101.1      |        | 101.1 FM                 | Nuevo Laredo     |                                                                         | |
| 101.5      | XHAS   | Ke Buena                 | Nuevo Laredo     | kebuena.com                                                             | escuche en vivo                                                                                                   |
| 102.3      | XHMW   | Stereo Vida              | Nuevo Laredo     | radiorama.com                                                           | escuche en vivo                                                                                                   |
| 103.1      |        | Fusion 103.1FM + 1190AM  | Nuevo Laredo     |                                                                         | |
| 103.3      | XHAHU  | Radio Nuevo León         | Anáhuac          | •                                                                       | escuche en vivo                                                                                                   |
| 104.5      | Pirata | 2 Beat FM                | Nuevo Laredo     | •                                                                       | • |
| 104.9      | XHNLR  | Radio Uni                | Nuevo Laredo     | uat.mx                                                                  | escuche en vivo                                                                                                   |
| 105.1      |        | Radio Dios es amor FM    | Nuevo Laredo     |                                                                         | |
| 105.5      |        | WFM                      | Nuevo Laredo     |                                                                         | |
| 106.1      | KNEX   | Hot 106.1                | Laredo           | hot1061.com                                                             | escuche en vivo                                                                                                   |
| 106.5      | Pirata | Radio Voz                | Nuevo Laredo     | tremenda.com.mx                                                         | • |
| 107.3      | XHGTS  | 107.3 Me Gusta           | Nuevo Laredo     | xhgts.com                                                               | escuche en vivo                                                                                                   |
| 162.55     | WXK26  | NOAA Weather Radio       | Laredo           | noaa.gov                                                                | • |

## Hermanamientos
La ciudad de Nuevo Laredo está hermanada con las siguientes ciudades alrededor del mundo
- Laredo, Estados Unidos (1995).[27]
- Laredo, España (1995).[28][29]
- San Nicolás de los Garza, México (2012).[30]
- Wuhan, China (2012).[31]

### Personajes Ilustres
- Carmen Sarahí Cantante y actriz
- Francisco "Pancho" Uresti Cantante
- Mauricio González de la Garza Escritor, periodista y compositor
- Federico Schaffler Creador Emérito del estado de Tamaulipas
- Gilberto Puente Guitarrista de Los Tres Reyes
- Arturo Santos Boxeador olímpico
- Everaldo Bejines Futbolista, campeón goleador de primera división.
- Manuel Falcón Monero y periodista.
- Gabriela Resendez Periodista
- José Ángel Martínez Nadador Olímpico

### Homónimos
- Laredo (Texas)
- Zona Metropolitana Nuevo Laredo–Laredo
- Municipio de Nuevo Laredo
- Tecolotes de Nuevo Laredo
- Toros de Nuevo Laredo
- Bravos de Nuevo Laredo